# Магнитен запис
Магнитен запис или магнитна памет е записът на данни, звук и видео върху магнитни материали. Методът за запис използва различните модели на намагнитване и размагнитване за съхранение на информацията и представлява вид енергонезависима памет. В зависимост от полето на приложение, термините на английски се различават: в компютърната терминология се предпочита магнитна памет (на английски: magnetic storage), докато в звукозаписната и филмовата индустрия се предпочита магнитен запис (на английски: magnetic recording).
Първите успешни опити за разработване на магнитна памет са барабанните памети, които съхраняват информацията като намагнитени области върху метален цилиндър (барабан). Изобретението е на Густав Тошек от Австрия от 1932, но според други автори принос има и Екерт Магнитните барабани се използват като компютърна памет няколко десетилетия докъм 1960-те.
Средите за магнитен запис еволюират исторически от магнитна лента към магнитни гъвкави дискове и магнитни твърди дискове. Записът и четенето се осъществяват с една или повече магнитни глави.
Друго приложение на магнитен запис е магнитната лента с информация върху банковите карти.